# Вторичная травма
Вторичная травма может быть получена, когда человек подвергается воздействию людей, которые сами были травмированы, тревожным описаниям травмирующих событий выживших или других людей пострадавших от жестокого обращения. Симптомы вторичной травмы аналогичны симптомам ПТСР (например, навязчивое повторное переживание травматического материала, избегание триггеров/эмоций травмы, негативные изменения в убеждениях и чувствах и повышенное возбуждение). Вторичная травма была исследована у лиц, оказывающих первую помощь, медсестёр и врачей, работников психиатрической службы, и детей травмированных родителей.

### Травма свидетеля
Травма свидетеля (англ. *witness trauma*; в зарубежной литературе чаще фигурирует как *secondary traumatic stress* или *vicarious (re-)traumatization*) — распространённое в массовой психологии, социологии и медиа-исследованиях обозначение эмоционально-стрессовой реакции у людей, которые сами не пережили травмирующее событие напрямую, но стали его очевидцами, либо регулярно сталкиваются с описаниями чужого насилия и страданий. В русскоязычном пространстве термин укрепился после резонансных происшествий (теракты, военные действия) и регулярно употребляется в популярных публикациях о ментальном здоровье.
В медиакритике «травмой свидетеля» называют намеренный эффект шок-контента. Психиатр Сергей Попов, анализируя принудительные «покаянные» видео задержанных в Беларуси, подчёркивал, что ролики «в первую очередь адресованы аудитории» и рассчитаны «на формирование травмы свидетеля», когда зритель испытывает страх и беспомощность, наблюдая насилие. Тем самым феномен выходит за рамки помощи-профессий (журналисты, соцработники, волонтёры) и становится частью политической коммуникации и цифровой культуры.

## Пострадавшие группы населения

### Работники психиатрической помощи/социальные работники
Вторичный травматический стресс (ВТС) влияет на многих людей в области психического здоровья, и по состоянию на 2013 г. показатели распространённости ВТС среди различных профессий следующие: 15,2 % среди социальных работников, 16,3 % среди сотрудников онкологических отделений, 19 % среди консультантов по наркомании, 32,8 % у медсестёр скорой помощи, 34 % у работников службы защиты детей и 39 % у работников системы ювенальной юстиции. Существует сильная корреляция между выгоранием и вторичным травматическим стрессом среди специалистов в области психического здоровья, которые косвенно подвергаются травме, и существует множество различных факторов риска, которые способствуют вероятности развития вторичного травматического стресса среди лиц, которые проводят терапию с пациентами пострадавшими от травмы. Рабочие, у которых была травма в анамнезе, более склонны к развитию ВТС. Кроме того, люди, у которых меньше поддержки на работе, а также меньше социальной поддержки, подвергаются более высокому риску развития ВТС. Наконец, по мере увеличения числа пациентов, наблюдаемых этими работниками, у них увеличиваются шансы развития ВТС. Некоторые из защитных факторов для работников психиатрической службы включают многолетний опыт работы по профессии, больше времени, затрачиваемого на самопомощь, и высокую самоэффективность.
Ещё одна профессия, связанная с социальной работой, на которую повлияла вторичная травма, — это библиотекарь. Публичные библиотекари тесно сотрудничают с уязвимыми группами населения которые находятся в риске и часто испытывают при этом эмоциональное и психологическое напряжение.

### Первые фиксирования
Исследования объясняют, как вторичный травматический стресс может негативно повлиять на производительность труда лиц, оказывающих первую помощь, что может привести к неблагоприятным результатам не только для лиц, оказывающих первую помощь, но и для пострадавших людей, которым они стремятся помочь. Контекст работы является большим фактором риска развития ВТС у лиц, оказывающих первую помощь, по сравнению с содержанием работы. Это подчёркивает необходимость стратегий, ориентированных на организационный и системный уровень в дополнение к индивидуальному уровню. Организационные изменения, на которые можно обратить внимание, включают культуру труда, рабочую нагрузку, групповую поддержку, надзор и обучение, а также изменение рабочей среды. Изменения в этих областях будут способствовать устойчивости к развитию ВТС на рабочем месте.

### Медсёстры и врачи
Точно так же исследования подчёркивают важность психологических услуг для медсестёр и медицинских работников. Услуги, подобные перечисленным выше, для упомянутых групп лиц, оказывающих первую помощь, были полезны для снижения симптомов вторичного травматического стресса среди медицинского персонала, работающего с травмированными группами населения в больничных условиях.

### Дети травмированных родителей
Ван Эйзендорн и др. (2003) провели метаанализ 32 исследований с участием 4418 человек, в которых изучали вторичные травмы у детей, переживших Холокост. Авторы обнаружили, что в доклинических исследованиях не было признаков вторичной травматизации, в то время как в клинических исследованиях были обнаружены доказательства вторичной травматизации только при наличии дополнительных стрессоров. Межпоколенческая травма или трансгенерационная травма также применяется для описания процесса, посредством которого травматический опыт родителей может привести к симптомам вторичной травмы у их потомства, когда присутствуют дополнительные стрессоры, такие как война, массовый голод или перемещение. Дети-беженцы, подвергающиеся воздействию этих дополнительных стрессоров, проявляют повышенный уровень тревожности и имеют повышенную вероятность пережить травмирующие жизненные события по сравнению с детьми, не являющимися беженцами в Соединённых Штатах.

## Измерения
Шкала самоэффективности при вторичной травме (STSE) — это мера из семи пунктов, используемая для оценки убеждений человека относительно его способности справляться с препятствиями, связанными со вторичным травматическим стрессом. STSE измеряет «способность справляться со сложными требованиями, возникающими в результате работы с травмированными клиентами, и предполагаемую способность справляться со вторичными симптомами вторичного травматического стресса». В дополнение к STSE есть STSS. Шкала стресса вторичной травмы (ШСВТ) представляет собой анкету из 17 пунктов, которая измеряет частоту симптомов вторичного травматического стресса за последний месяц. Вопросы по ВТСР касаются проблем с симптомами вторжения, избегания и возбуждения, аналогичными тем, которые обнаруживаются при ПТСР.

## Вмешательства
Пилиппс и Бирне (2003) подробно описали некоторые потенциальные способы лечения ВТС, исходя из предположения, что симптоматика ВТС и ПТСР расстройства схожа, по своей природе. Некоторые краткосрочные вмешательства для ВТС включают анализ стресса при критических инцидентах (АСПКИ), управление стрессом при критических инцидентах (УСПКИ) и обучение прививке от стресса (ОПОС). АСПКИ — это вмешательство, основанное на воздействии на один сеанс, направленное на уменьшение стресса, когда клиент вспоминает и объясняет травматическое событие группе и фасилитатору через 48-72 часа после травматического инцидента. Затем фасилитатор разъясняет причины симптомов и процессов травмы в безопасной среде. Методика семиэтапного дебрифинга включает в себя: 1. Введение, 2. Ожидания и факты, 3. Мысли и впечатления, 4. Эмоциональные реакции, 5. Нормализация, 6. Будущее планирование/преодоление и 7. Разъединение. Многочисленные исследования показали, что это оказывает разрушительное воздействие на выживших и фактически усугубляет присутствующие симптомы травмы.
CISM — это ещё одно вмешательство, основанное на экспозиции, направленное на уменьшение стресса за счёт того, что клиент вспоминает и объясняет травматическое событие, но имеет последующий компонент. CISM состоит из 3 фаз: 1. Предтравматическая подготовка, 2. Подведение итогов и 3. Индивидуальное сопровождение. CISM отличается от УСПКИ в том смысле, что добавляются два компонента, которые считаются движущими факторами для уменьшения симптомов у людей с ВТСР. Во-первых, проводится предтравматическая подготовка по прививке от стресса, а во-вторых, последующая оценка через месяц.
SIT — это тип обучения, в котором используются навыки снижения вегетативного возбуждения при воздействии травматического материала. Эти методы включают тренировку мышечной релаксации, перетренировку дыхания, скрытый внутренний диалог и упражнения в остановки мыслей. SIT даёт навыки для уменьшения симптомов травмы, тогда как CISD этого не делает. Эти приобретённые навыки необходимы при столкновении с симптомами травмы и, как было показано, являются наиболее полезным типом вмешательства. Рекомендуется проводить как до, так и после вмешательства, чтобы обеспечить наилучший уход.
Bercier and Maynard (2015) объясняют, что на сегодняшний день нет эмпирических данных, подтверждающих эффективность вмешательств для работников психиатрической помощи (психологов, социальных работников, консультантов и терапевтов), которые испытывают симптомы ВТС. Хотя нет эмпирического подтверждения эффективности этих вмешательств, все же есть некоторые вмешательства, которые рекомендуются для уменьшения симптомов ВТС. Программа ускоренного восстановления (ПУВ) была специально разработана для лечения симптомов ВТС. ПУВ — это программа из пяти сеансов, направленная на уменьшение негативных состояний возбуждения, возникающих в результате ВТСР. Основное внимание в уменьшении симптомов ВТСР уделялось индивидуальному уровню, но некоторые вмешательства для уменьшения симптомов ВТС были предложены на организационном уровне. Эти организационные вмешательства включают обеспечение надзора, семинары и поддерживающую организационную культуру.

## Подобные концепции
Вторичная травма часто используется взаимозаменяемо с несколькими терминами, имеющими сходные значения, включая усталость от сострадания, заместительную травму или викарную травму, синдром второй жертвы и выгорание на работе. Несмотря на совпадение терминологии, у всех этих обозначений состояний есть специфические различия.

### Усталость от сострадания
Усталость от сострадания относится к снижению способности медицинского работника помогать после того, как он столкнулся со страданиями и дистрессом своих пациентов. Вторичный травматический стресс был позже переименован в усталость от сострадания в 1995 году Чарльзом Фигли, который описал усталость от сострадания как естественные эмоции, возникающие в результате изучения опыта значимых других людей в связи с травмирующим событием. В целом, усталость от сострадания часто используется взаимозаменяемо со вторичным травматическим стрессом, но разница между ними заключается в том, что ВТС специфичен для людей, которые лечат травмированные группы населения, тогда как УОС обобщается для людей, которые лечат множество других групп населения.

### Викарная травма
Викариозная травматизация (ВТ) или же, как её ещё по-другому называют заместительная травма, определяется как трансформация внутреннего опыта помощника, которая является результатом эмпатичного взаимодействия с клиентом у которого имеется травмирующий пережитый опыт. Это взаимодействие с клиентом приводит к изменению когнитивных восприятий о себе, мире, и подобных темах. Викарная травма похожа на вторичный травматический стресс, но у людей с ВТ проявляется только один подтип, характерный для ПТСР, — негативные изменения в убеждениях и чувствах. ВТ не имеет в своих признаках иные подтипы симптомов посттравматического стрессового расстройства (то есть повторные переживания стрессовых событий, избегание, и или чрезмерное возбуждение к каким-то вещам которые имели место в травматическом опыте).

### Синдром второй жертвы (СВЖ)
Синдром второй жертвы (СВЖ) был первоначально определён Альбертом Ву в 2000 году, описывая влияние медицинской ошибки на поставщиков медицинских услуг (HCP), особенно когда произошла ошибка или HCP чувствует ответственность за результат. «Хотя пациенты — первые и очевидные пострадавшие медицинских ошибок, врачи страдают от тех же ошибок: они — вторые пострадавшие», — написал Ву в BMJ. Сьюзен Д. Скотт, доктор философии, PhD, RN, CPPS, описала предсказуемый феноменологический паттерн, с которым сталкиваются вторые жертвы после неблагоприятного события: 1) хаос и реакция характерная в критических ситуациях, (2) навязчивые мысли и размышления, (3) восстановление личностной целостности, (4) выносливость следствия., (5) получение первой эмоциональной помощи и (6) движение вперёд. СВЖ сравнивают с ПТСР, поражающим вторых жертв, а другие далее описывают третичные жертвы как репутацию больницы и других пациентов из-за последующих медицинских ошибок.

### Выгорание на работе
Исследования описывают выгорание на работе как выгорание человека в результате аддитивного стресса и отсутствия достижений на рабочем месте, что приводит к снижению производительности труда. Концепция профессионального выгорания была первоначально разработана для оценки негативных последствий связанного с работой воздействия широкого спектра стрессовых ситуаций, с которыми сталкиваются работники социальных служб. Выгорание на работе считается симптомом ВТСР, но ВТСР не является симптомом выгорания в профессиональной сфере.

## Рекомендации
1. 1 2 3  A meta-analysis of the relationship between job burnout and secondary traumatic stress among workers with indirect exposure to trauma. Psychological Services. 11 (1): 75–86. February 2014. doi:10.1037/a0033798. PMID 23937082. Архивировано 13 августа 2023. Дата обращения: 13 августа 2023.
2. 1 2 3 4 5  Secondary trauma self-efficacy: concept and its measurement. Psychological Assessment. 25 (3): 917–28. September 2013. doi:10.1037/a0032687. PMID 23647049.
3. 1 2  Mental health in first responders: A review and recommendation for prevention and intervention strategies. Traumatology. 17 (4): 17–24. 2011. doi:10.1177/1534765611429079. Архивировано 13 августа 2023. Дата обращения: 13 августа 2023.
4. 1 2  Secondary traumatic stress in nurses: a systematic review. Archives of Psychiatric Nursing. 25 (1): 1–10. February 2011. doi:10.1016/j.apnu.2010.05.005. PMID 21251596.
5. 1 2  Association between parents' PTSD severity and children's psychological distress: a meta-analysis. Journal of Traumatic Stress. 27 (1): 9–17. February 2014. doi:10.1002/jts.21891. PMID 24464491.
6. 1 2  Figley, Charles R. Compassion Fatigue: Coping with Secondary Traumatic Stress Disorder in Those Who Treat the Traumatized. — Brunner/Mazel, 1995. — ISBN 978-0876307595.
7. 1 2  Марина Некрасова. Травма свидетеля: что это такое и как помочь себе? АСИ (29 марта 2024). Дата обращения: 22 мая 2025.
8. 1 2  «Покаяния» как новый формат провластной журналистики. Часть 2. MediaIQ (12 октября 2023). Дата обращения: 22 мая 2025.
9. 1 2 3 4 5  Meta-analysis of risk factors for secondary traumatic stress in therapeutic work with trauma victims. Journal of Traumatic Stress. 28 (2): 83–91. April 2015. doi:10.1002/jts.21998. PMID 25864503.
10. ↑  Smith, Daniella L. (18 мая 2020). Public Librarian Job Stressors and Burnout Predictors. Journal of Library Administration. 60 (4): 412–429. doi:10.1080/01930826.2020.1733347. ISSN 0193-0826.
11. ↑  Are children of Holocaust survivors less well-adapted? A meta-analytic investigation of secondary traumatization. Journal of Traumatic Stress. 16 (5): 459–69. October 2003. doi:10.1023/A:1025706427300. PMID 14584630.
12. ↑  Intergenerational Trauma in Refugee Families: A Systematic Review. Journal of Immigrant and Minority Health. 19 (3): 745–754. June 2017. doi:10.1007/s10903-016-0499-7. PMID 27659490.
13. ↑  Betancourt, Theresa S. (2017). Comparing Trauma Exposure, Mental Health Needs, and Service Utilization Across Clinical Samples of Refugee, Immigrant, and U.S.-Origin Children. Journal of Traumatic Stress (англ.). 30 (3): 209–218. doi:10.1002/jts.22186. ISSN 0894-9867. PMID 28585740.
14. ↑  Brief interventions for secondary trauma: Review and recommendations. Stress and Health. 19 (3): 139–147. 2003. doi:10.1002/smi.970.
15. 1 2 3  Interventions for secondary traumatic stress with mental health workers: A systematic review. Research on Social Work Practice. 25 (1): 81–89. 2015. doi:10.1177/1049731513517142.
16. 1 2 3  A systematic review of the measurement of compassion fatigue, vicarious trauma, and secondary traumatic stress in physicians (PDF). Australasian Journal of Disaster and Trauma Studies. 2013 (1): 37–44. 2013. Архивировано (PDF) 13 августа 2023. Дата обращения: 13 августа 2023.
17. ↑  Wu, Albert (2000). Medical error: the second victim. BMJ. 320 (7237): 726–727. doi:10.1136/bmj.320.7237.726. PMID 10720336.
18. ↑  Scott, Susan (2009). The natural history of recovery for the healthcare provider "second victim" after adverse patient events. Qual Saf Health Care. 18 (5): 325–330. doi:10.1136/qshc.2009.032870. PMID 19812092.
19. ↑  Ozeke, Ozcan (2019). Second victims in health care: current perspectives. Adv Med Educ Pract. 10: 593–603. doi:10.2147/AMEP.S185912. PMID 31496861.{{cite journal}}:  Википедия:Обслуживание CS1 (не помеченный открытым DOI) (ссылка)